# Schkeuditz
Schkeuditz település Németországban, azon belül Szászország tartományban. Lakosainak száma 19 234 fő (2023. december 31.). Schkeuditz Wiedemar, Rackwitz, Lipcse, Markranstädt, Leuna, Schkopau és Kabelsketal községekkel határos.

## Népesség
A település népességének változása:
| Lakosok száma | 17 861 | 17 905 | 18 066 | 18 574 | 19 189 | 19 234 |
|               | 2009   | 2017   | 2019   | 2021   | 2022   | 2023   |